# Vesterålen

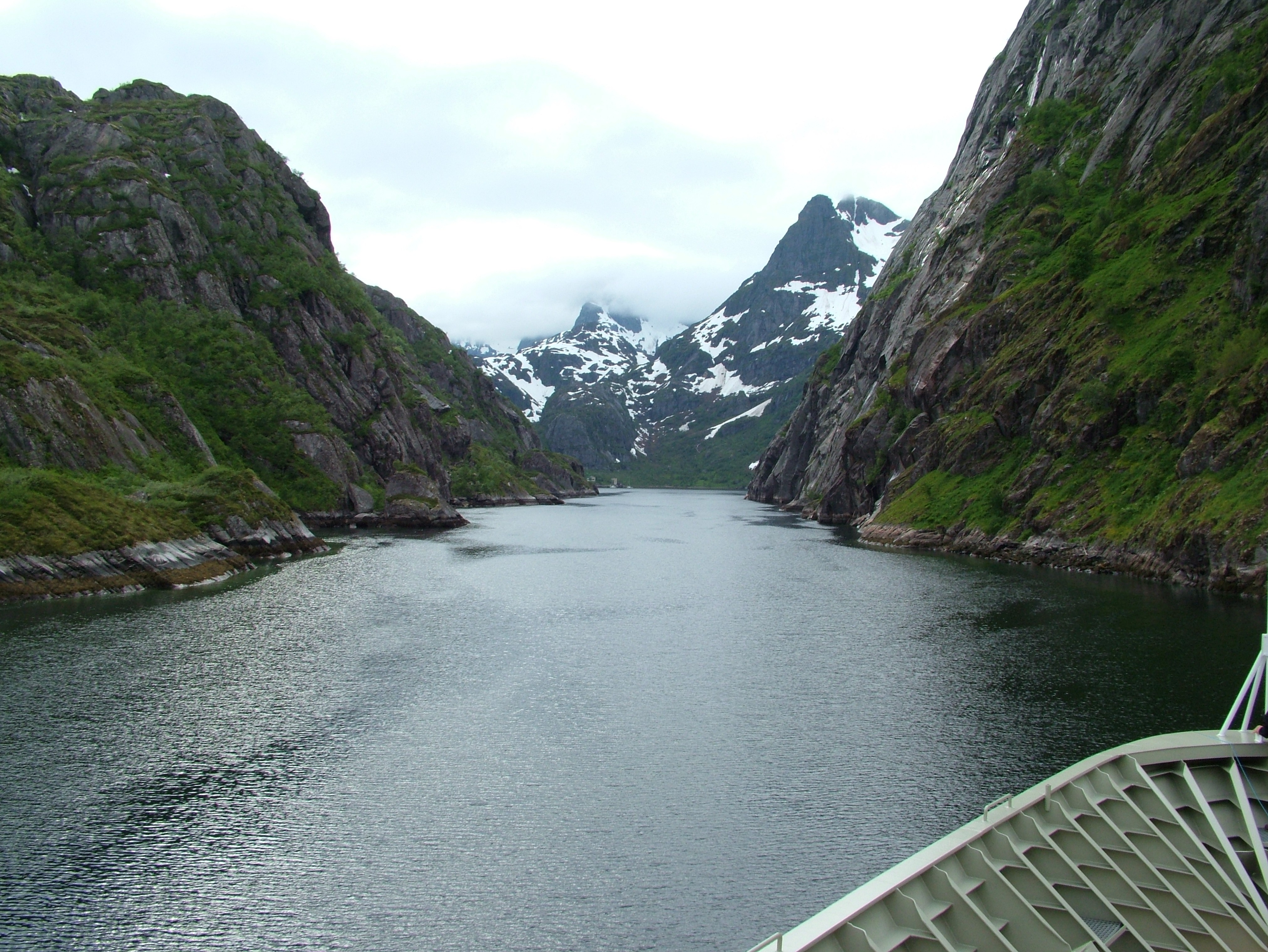
Trollfjord op Vesterålen

Vesterålen (enkelvoud in het Noors, maar in het Nederlands en het Duits ook vaak als meervoud behandeld) is een eilandengroep in het uiterste noorden van de provincie Nordland in het noorden van Noorwegen. Vesterålen ligt direct ten noorden van Lofoten en in het oosten ligt Ofoten met Narvik.
Vesterålen bestaat uit vier grotere en meerdere kleinere eilanden. Ook een deel van het eiland Austvågøy hoort bij Vesterålen. De vier grotere eilanden zijn:
- Andøya
- Langøya
- Hinnøya
- Hadseløya

Plaatsen op Vesterålen zijn onder andere Andenes, Andøy, Bø, Hadsel, Lødingen, Øksnes, Sortland en Stokmarknes.
Vanuit Stø op de noordpunt van het eiland Langøya en vanuit Andenes op de noordpunt van het eiland Andøya worden boottochten georganiseerd om potvissen te gaan spotten.
De veerdienst Hurtigruten stopt in de havens van Stokmarknes, Sortland en Risøyhamn. Daarnaast zijn er ook lokale veerdiensten naar Lofoten en naar plaatsen op het vasteland. Lokale luchthavens zijn er in Stokmarnes, Andenes en halfweg Narvik en Harstad.
De eilanden vormen het decor van een aantal boeken van de Noorse schrijfster Herbjørg Wassmo die in Øksnes op Vesterålen geboren is.

Kaart Lofoten en Vesterålen